# Heo Yeong-moo
Heo Yeong-moo, noto anche con lo pseudonimo di JangBi (Pusan, 3 maggio 1989), è un videogiocatore sudcoreano di StarCraft: Brood War e StarCraft II.
È uno dei Protoss di maggior successo dal 2008.

## Biografia
JangBi appare nel team Samsung KHAN nel 2007, dove diviene subito uno dei giocatori di punta, conquistando due secondi posti consecutivi al MSL nel 2008, dove viene sconfitto in finale rispettivamente da Bisu per 3-1 e da Luxury sempre 3-1. Il 2009 e il 2010 sono però per JangBi anni poveri di successo: deve aspettare il 2011 per la conquista del suo primo titolo, il Jin Air OSL, nella cui finale sconfigge per 3-2 Fantasy. Nell'anno successivo, Heo Yeong Moo conquista l'ultimo OSL di Brood War, battendo ancora lo stesso Fantasy per 3-1.
Dopo il passaggio a StarCraft II nel 2012, JangBi non ottiene alcun risultato significativo, e si ritira nell'agosto 2013.

## Statistiche
|            | Vittorie | Sconfitte | %      |
| ---------- | -------- | --------- | ------ |
| vs Terran  | 119      | 72        | 62,30% |
| vs Zerg    | 109      | 94        | 53,69% |
| vs Protoss | 87       | 58        | 60,00% |
| Totale     | 315      | 224       | 58,44% |

## Risultati
- 2008 Secondo al ClubDay MSL
- 2009 Secondo al LostSaga MSL
- 2011 Vincitore del JinAir OSL
- 2012 Vincitore del Tving OSL